# Mogravadi
Mogravadi è una suddivisione dell'India, classificata come census town, di 17.520 abitanti, situata nel distretto di Valsad, nello stato federato del Gujarat. In base al numero di abitanti la città rientra nella classe IV (da 10.000 a 19.999 persone).

## Società

### Evoluzione demografica
Al censimento del 2001 la popolazione di Mogravadi assommava a 17.520 persone, delle quali 9.337 maschi e 8.183 femmine. I bambini di età inferiore o uguale ai sei anni assommavano a 2.135, dei quali 1.109 maschi e 1.026 femmine. Infine, coloro che erano in grado di saper almeno leggere e scrivere erano 13.636, dei quali 7.788 maschi e 5.848 femmine.